# Hideki Mutoh
Hideki Mutoh (武藤 英紀, Mutō Hideki - Tóquio, 6 de outubro de 1982) é um automobilista japonês.

## Carreira
Iniciou a carreira no kart, e em seguida ingressou no programa de formação de jovens pilotos da Honda. Em 1998, vai para a Europa disputar a Fórmula Vauxhall. Correu ainda pela Fórmula Ford, e na divisão Festival, terminou em sétimo lugar em 2000 e em terceiro lugar em 2001.
De volta à Ásia, Mutoh competiu na Fórmula 2000 asiática e na Fórmula Dream, onde terminou como campeão em 2002. Ainda correria pela Fórmula 3 japonesa e pela Super GT.

## Indy Pro
Para 2007, a Autobacs Racing Team Aguri (ARTA) anunciaria que Mutoh dusputaria a temporada com um carro preparado pela Panther. Sua primeira vitória aconteceu na primeira corrida da Liberty Challenge, realizada no Indianapolis Motor Speedway, repetindo a dose no GP do Kentucky. Também conquistaria outros cinco pódios, e encerraria a temporada como vice-campeão, perdendo para o inglês Alex Lloyd.

## IndyCar

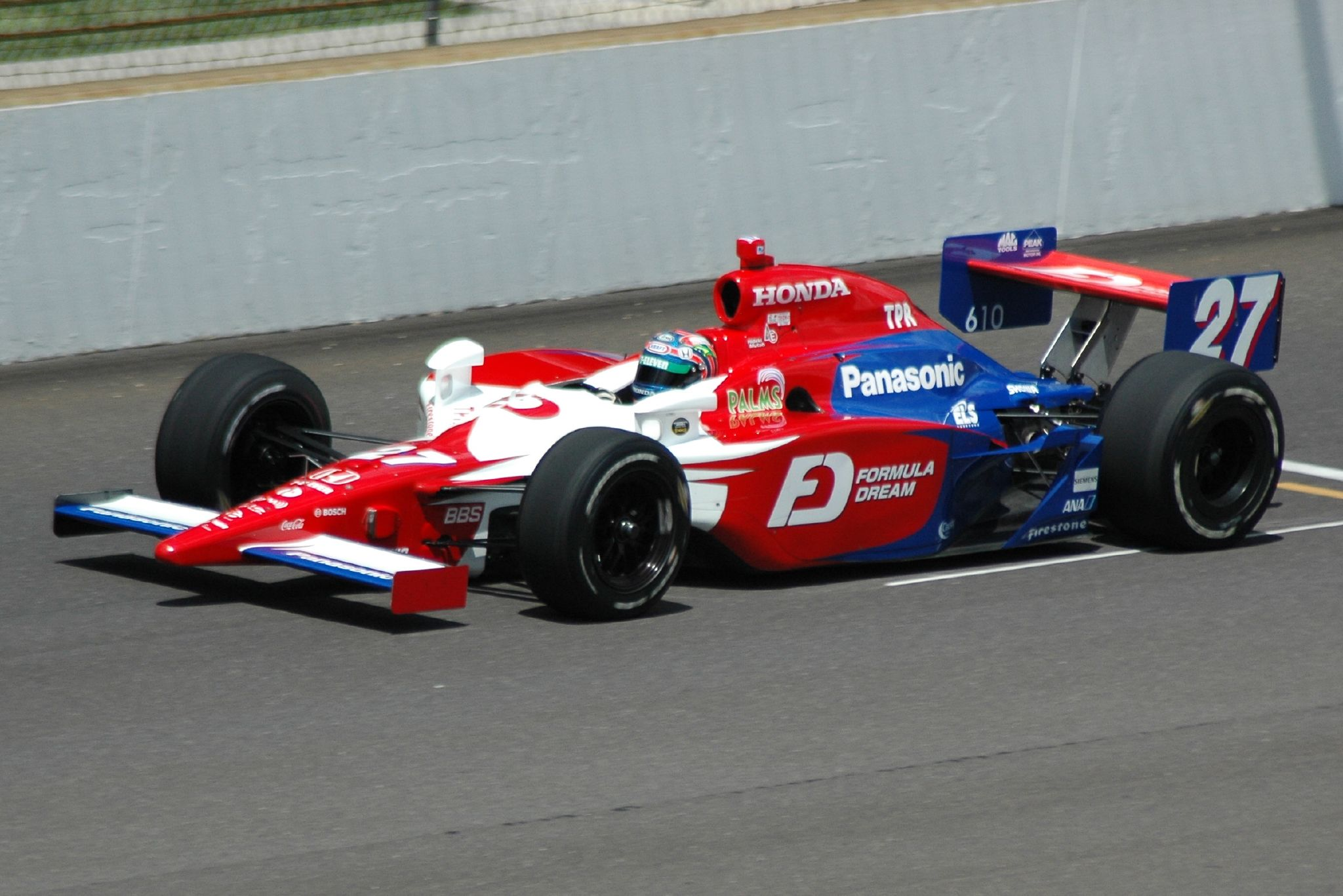
Mutoh durante os treinos da Indy 500 de 2008.

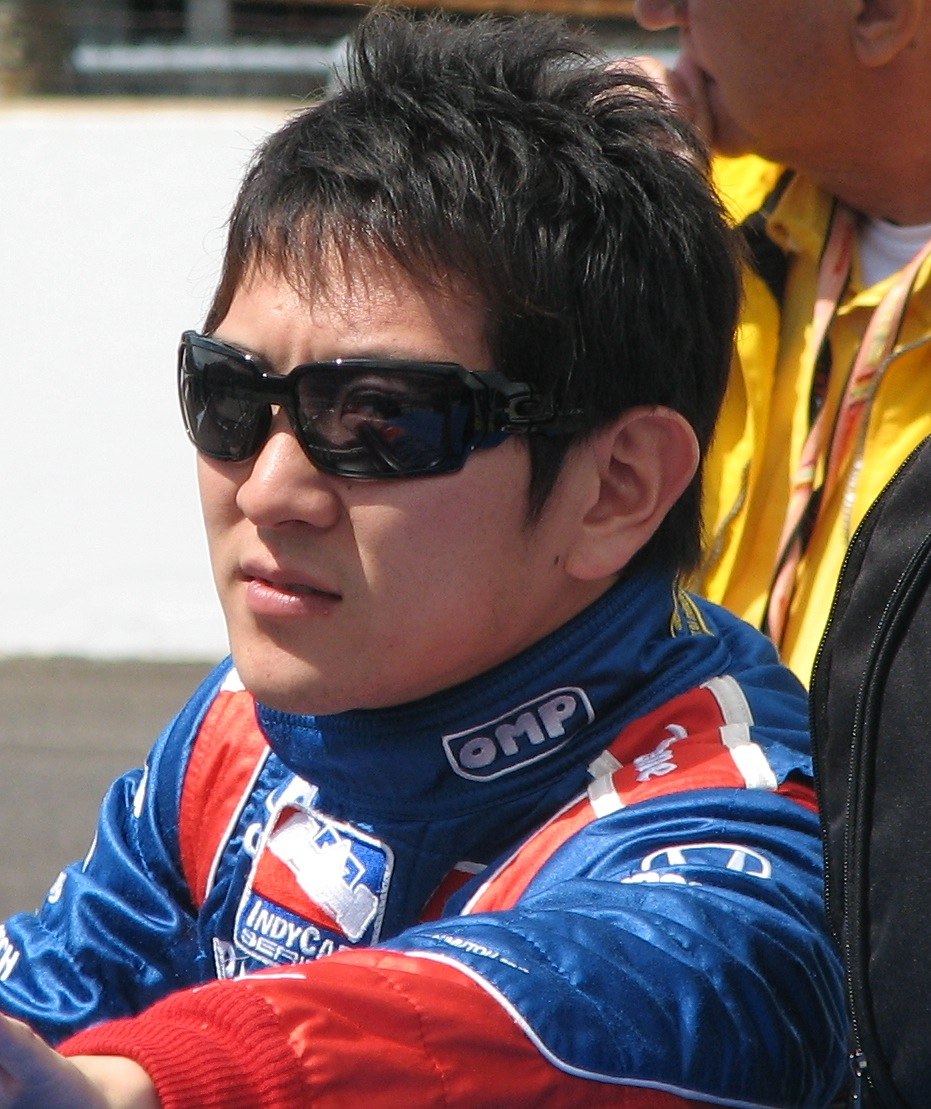
Mutoh durante o segundo dia de treinos em Indianápolis, em 2009.

Seu desempenho na IndyPro foi o bastante para que a Panther contratasse Mutoh para correr a última prova da temporrada de 2007 da IndyCar, última antes da unificação com a Champ Car. Terminou o GP de Chicago em oitavo lugar.
O bom desempenho em Chicago rendeu a Mutoh um contrato para disputar toda a temporada pela Andretti-Green (mais tarde, Andretti Autosport). Nas primeiras corridas, o japonês não teve uma boa prestação, terminando-as nas últimas posições. Em Iowa, conquistou seu primeiro pódio na Indy ao chegar em segundo no GP de Iowa. Desacostumado com a situação, Mutoh teve problemas em abrir o champanhe. Em 2009, e na mesma pista, obteve seu segundo - e último - pódio na categoria ao terminar em terceiro.
Para 2010, ele assinou com a Newman-Haas, e novamente levou o patrocínio da Panasonic. Não terminou nenhuma corrida entre os dez primeiros, tendo uma trinca de décimos-segundos lugares como melhor resultado. O fraco rendimento fez com que Mutoh perdesse a vaga na Newman-Haas para 2011. Neste ano, ele não encontrou nenhuma equipe para disputar a temporada, e retornou para o Super GT.
Mas Mutoh teria uma chance na temporada, ao ser chamado pela equipe Sam Schmidt para disputar o último GP do Japão realizado pela IndyCar, associando-se com a equipe AFS. 

## Participações na Indy 500
| Ano  | Chassis | Motor | Largada | Chegada | Equipe         | Notas                                                            |
| ---- | ------- | ----- | ------- | ------- | -------------- | ---------------------------------------------------------------- |
| 2008 | Dallara | Honda | 9º      | 7º      | Andretti-Green | Mais rápido entre os rookies, Segundo rookie a completar a prova |
| 2009 | Dallara | Honda | 16º     | 10º     | Andretti-Green |                                                                  |
| 2010 | Dallara | Honda | 9º      | 28º     | N/H            | Completou 76 voltas                                              |